# Comuna Brănești, Gorj
Brănești este o comună în județul Gorj, Oltenia, România, formată din satele Bădești, Brănești (reședința), Brebenei, Capu Dealului, Gilortu și Pârâu.

## Toponimie
Denumirea acestei comune vine de la numele unui boier care era numit Brăneșteanu și ale cărui moșii se întindeau pe toată suprafața actualei localități de reședință a comunei.

## Demografie
Componența etnică a comunei Brănești
     Români (92,88%)
     Alte etnii (0,6%)
     Necunoscută (6,52%)
Componența confesională a comunei Brănești
     Ortodocși (93,11%)
     Alte religii (0,09%)
     Necunoscută (6,8%)
Conform recensământului efectuat în 2021, populația comunei Brănești se ridică la 2.178 de locuitori, în scădere față de recensământul anterior din 2011, când fuseseră înregistrați 2.426 de locuitori. Majoritatea locuitorilor sunt români (92,88%), iar pentru 6,52% nu se cunoaște apartenența etnică. Din punct de vedere confesional, majoritatea locuitorilor sunt ortodocși (93,11%), iar pentru 6,8% nu se cunoaște apartenența confesională.

## Istorie
La sfârșitul secolului al XIX-lea, comuna făcea parte din plasa Jiului a județului Gorj și era alcătuită din satele Brănești și Capu Dealului, cu o populație de 1554 de locuitori. În comună funcționa o școală mixtă frecventată de 47 de elevi (dintre care trei fete) și două biserici. La acea vreme, pe teritoriul actual al comunei, în aceiași plasă, funcționa și comuna Fața-Valea lui Câine, care era alcătuită din satele Fața-Valea lui Câine, Pârâu și Valea lui Câine, cu o populație de 1106 de locuitori. În comună funcționa o școală mixtă frecventată de 40 de elevi și trei biserici.
Anuarul Socec din 1925, consemnează comuna în plasa Turceni a aceluiași județ, având o populație de 2229 de locuitori (în satele Brănești, Brebenei, Satu-Nou și Capu Dealului). Comuna Fața-Valea lui Câine a primit numele de Valea lui Câine, și este consemnată în plasa Bibești din același județ, cu o populație de 1090 de locuitori (în satele Pârâu și Valea lui Câine).
În anul 1931, se face o reconfigurație în ceea ce privește comunele românești. După această reconfigurare, comuna Brănești, rămâne doar cu satele Brănești și Brebenei. Satele Satu-Nou, Capu Dealului și Copăcioasa, se desprind de comuna Brănești și formează împreună comuna Capu Dealului.
În anul 1950, comuna a fost arondată raionului Filiași a regiunii Gorj, raion care doi ani mai târziu a fost arondat regiunii Craiova, și apoi (după 1960), regiunii Oltenia. Între timp, comuna Capu Dealului este desființată și inclusă în comuna Brănești, iar în anul 1964, satul și comuna Valea lui Câine primesc numele de Gilortu.
În anul 1968, comuna este transferată județului Gorj. Tot atunci, comuna Gilortu este desființată și inclusă în comuna Brănești, iar satele Copăcioasa și Satu-Nou sunt desființate și contopoite cu satul Capu Dealului.

## Politică și administrație
Comuna Brănești este administrată de un primar și un consiliu local compus din 11 consilieri. Primarul, Gheorghe Stochițoiu[*], de la Partidul Social Democrat, este în funcție din 2004. Începând cu alegerile locale din 2024, consiliul local are următoarea componență pe partide politice:
|  | Partid                          | Consilieri | Componența Consiliului | Componența Consiliului | Componența Consiliului | Componența Consiliului | Componența Consiliului |
|  | ------------------------------- | ---------- | ---------------------- | ---------------------- | ---------------------- | ---------------------- | ---------------------- |
|  | Partidul Social Democrat        | 5          |                        |                        |                        |                        |                        |
|  | Partidul Național Liberal       | 4          |                        |                        |                        |                        |                        |
|  | Alianța pentru Unirea Românilor | 1          |                        |                        |                        |                        |                        |
|  | Alianța Dreapta Unită           | 1          |                        |                        |                        |                        |                        |